# 亞斯納波利亞納 (扎波羅熱區)
47°48′38″N 35°45′5″E / 47.81056°N 35.75139°E
亞斯納波利亞納（烏克蘭語：Ясна Поляна）是位於烏克蘭東南部的村莊，由扎波羅熱州扎波羅熱区科梅舒瓦哈市镇負責管轄。該村始建於1868年，面積2.81平方公里，海拔高度135米，2001年人口623，人口密度每平方公里221.8人。